# Волков Олександр Олександрович (депутат ВР УРСР)
Олекса́ндр Олекса́ндрович Во́лков (1898 , Можайський повітd, Московська губернія, Російська імперія  — 16 жовтня 1941 , Москва, РРФСР, СРСР ) — радянський діяч органів державної безпеки, депутат Верховної Ради УРСР 1-го скликання.

## Біографія
Народився 1898 року в родині робітників (тато — картузник, мати — прачка) в селі Маслово Можайського повіту, тепер неіснуюче село колишнього Глазівського сільського округу, Можайський район Московська область Росія. У 1911 р. закінчив 4 класи початкового училища, Москва. У 1913 р. закінчив 2 класи вищого початкового училища, Москва.
У серпні 1913 — червні 1915 р. — учень розсипника в чаєрозважувальній майстерні фабрики «В. Перлов», Москва. У липні 1915 — листопаді 1916 р. — працював конторським учнем на Соколовській мануфактурі Баранова, Москва. З грудня 1916 до лютого 1917 р. — табельник у складально-слюсарній майстерні № 2 заводу «Бромлей», Москва. У лютому — квітні 1917 року служив рядовим 85 піхотного запасного полку російської армії. З травня 1917 до липня 1918 р. знову працює табельником у складально-слюсарній майстерні № 2 заводу «Бромлей», Москва.
У серпні 1918 — лютому 1919 р. — рядовий 2-го Московського стрілецького полку Червоної Армії. У лютому — листопаді 1919 р. — рядовий 499-го стрілецького полку, Південний фронт; військовий моряк 1-го десантного загону Волзької флотилії. У грудні 1919 — січні 1921 р. — помічник начальника польового управління оперативного штабу Експедиційного морського корпусу РСЧА у Персії.
Член РКП(б) з березня 1920 року.
2.02.1921 — 1.04.1921 р. — діловод в канцелярії Особливого відділу Всеросійської надзвичайної комісії № 3, м. Єйськ. 1.04.1921 — 15.08.1921 р. — заступник начальника Інформаційного відділення Особливого відділу № 3, м. Єйськ. 15.08.1921 — 1.08.1922 р. — уповноважений Інформаційного відділу політбюро НК Єйського повіту. 1.08.1922 — .03.1923 р. — уповноважений по політичних партіях політбюро НК Єйського повіту. У березні — листопаді 1923 р. р. — член правління, секретар Єйського відділення Кубанського союзу сільськогосподарської кооперації, Єйськ.
13.12.1923 — 23.12.1923 р. — уповноважений Секретного відділу Армавірського окружного відділу ДПУ. 23.12.1923 — 4.09.1924 р. — начальник Секретного відділу Армавірського окружного відділу ДПУ. 4.09.1924 — 30.09.1924 р. — помічник уповноваженого Армавірського окружного відділу ДПУ по Лабінському р-ну. 30.09.1924 — 1.05.1925 р. — уповноважений Армавірського окружного відділу ДПУ по Вознесенському р-ну. 1.05.1925 — .01.1927 р. — уповноважений Армавірського окружного відділу ДПУ по Кропоткінському р-ну. 11.02.1927 — 13.07.1928 р. — тимчасовий виконувач обов'язків начальника Контррозвідувального відділу Армавірського окружного відділу ДПУ.
13.07.1928 — 26.09.1928 р. — начальник Контррозвідувального відділу Дагестанського обласного відділу ДПУ. 26.09.1928 — 1.03.1929 р. — начальник Контррозвідувального відділу Таганрозького окружного відділу ДПУ.
1.03.1929 — 5.03.1930 р. — начальник 4-го відділення Економічного відділу Повноважного представництва ОДПУ по Північно-Кавказькому краю. 5.03.1930 — 2.06.1930 р. — начальник 3-го відділення Економічного відділу Повноважного представництва ОДПУ по Північно-Кавказькому краю. 2.06.1930 — 1.10.1930 р. — помічник начальника Чорноморського окружного відділу ОДПУ. 1.10.1930 — 1.02.1931 р. — помічник начальника Чорноморського оперативного сектору ОДПУ, начальник Новоросійського міського відділу ОДПУ. У 1930—1931 р. — слухач Курсів удосконалення керівного складу ОДПУ СРСР. 1.02.1931 — 1.12.1931 р. — практикант Кисловодського міського відділу ОДПУ. 1.12.1931 — 24.05.1932 р. — помічник начальника Чорноморського оперативного сектору ОДПУ, начальник Новоросійського міського відділу ОДПУ.
24.05.1932 — 22.03.1933 р. — заступник начальника Чеченського обласного відділу ОДПУ. 22.03.1933 — 27.07.1934 р. — начальник Сальського оперативного сектора ОДПУ. 27.07.1934 — 13.03.1936 р. — начальник Північно-Донського окружного відділу НКВС.
13.03.1936 — 7.10.1936 р. — начальник Секретно-Політичного відділу Управління державної безпеки УНКВС Азово-Чорноморського краю. .11.1936 — 26.06.1937 р. — начальник Секретно-Політичного відділу Управління державної безпеки УНКВС Дніпропетровської області. Був арештований 26.06.1937, звільнений з ув'язнення через три місяці. 26.11.1937 — 26.02.1938 р. — начальник 4-го відділу Управління державної безпеки УНКВС Київської області.
26.02.1938 — 14.01.1939 р. — начальник УНКВС Полтавської області.
Із допиту начальника 3 відділу полтавського управління НКВС (з березня 1938 по травень 1939 року) Володимира Платонова 7 липня 1939 року:
«…був відведений ізольований кут з кількох кімнат. Що там робили зі співробітниками майже ніхто не знав, це було великим таємним ділом. Але шум та крики було чути майже щодня, і як зараз стало відомо зі слів робітників цієї слідчої групи, всіх поголовно по вказівці Волкова били. Одного разу, зайшовши по справі до Мироненка, я застав його, коли він бив Каменецького.
Які саме накази по співробітникам давав Поляков — замісник начальника управління НКВС — не знаю, але мені відомо, що колишній начальник спецгрупи Олексієв приносив йому корегувати протоколи допитів».
На Полтавщині за часи панування Олександра Волкова за ґрати потрапили більше 10000 осіб. Наприклад, згідно зі «зведенням про кількість репресованих УНКВС Полтавської області» за період з 1 січня по 1 липня 1938 року було арештовано 6898 осіб, з яких 3284 — «колишні куркулі», 2160 — «колишні люди», а 142 — «служителі релігійного культу» (священики), значну частину яких згодом розстріляли.
26 червня 1938 року був обраний депутатом до Верховної Ради УРСР 1-го скликання по Миргородській виборчій окрузі № 179 Полтавської області. Заарештований 8.03.1939 року. Засуджений Військовою колегією Верховного суду СРСР 20 червня 1941 року за статтями 58-1 «а», 58-7, 58-11 КК РРФСР до вищої міри покарання. Розстріляний. Не реабілітований.

## Звання
- капітан держбезпеки (22.03.1936)
- майор держбезпеки (15.06.1938)

## Нагороди
- орден Червоної Зірки (19.12.1937)
- медаль «ХХ років РСЧА» (22.02.1938)
- знак "Почесний працівник ВЧК-ОГПУ (XV) (25.04.1934)